# North Chevy Chase
Le village de North Chevy Chase est située dans le comté de Montgomery, dans l’État du Maryland, aux États-Unis. Sa population s’élevait à 682 habitants lors du recensement de 2020.